# Internationale Cricket-Saison 2001
Die internationale Cricket-Saison 2001 fand zwischen April 2001 und August 2001 statt. Als Sommersaison wurden vorwiegend Heimspiele der Mannschaften aus Europa ausgetragen.

## Überblick

### Internationale Touren
| Beginn          | Heimteam  | Auswärtsteam | Resultate | Resultate | Artikel |
| Beginn          | Heimteam  | Auswärtsteam | Test      | ODI       | Artikel |
| --------------- | --------- | ------------ | --------- | --------- | ------- |
| 17. Mai 2001    | England   | Pakistan     | 1–1 [2]   |           | Artikel |
| 7. Juni 2001    | Simbabwe  | Indien       | 1–1 [2]   |           | Artikel |
| 5. Juli 2001    | England   | Australien   | 1–4 [5]   |           | Artikel |
| 19. Juli 2001   | Simbabwe  | West Indies  | 0–1 [2]   |           | Artikel |
| 14. August 2001 | Sri Lanka | Indien       | 2–1 [3]   |           | Artikel |
| 15. August 2001 | Kenia     | West Indies  |           | 0–3 [3]   | Artikel |

### Internationale Turniere
| Beginn        | Turnier                        | Land      |
| ------------- | ------------------------------ | --------- |
| 7. Juni 2001  | NatWest Series 2001            | England   |
| 23. Juni 2001 | Coca-Cola Cup 2001 (Simbabwe)  | Simbabwe  |
| 28. Juni 2001 | ICC Trophy 2001                | Kanada    |
| 18. Juli 2001 | Coca-Cola Cup 2001 (Sri Lanka) | Sri Lanka |

### Internationale Touren (Frauen)
| Beginn        | Heimteam | Auswärtsteam | Resultate | Resultate | Artikel |
| Beginn        | Heimteam | Auswärtsteam | WTest     | WODI      | Artikel |
| ------------- | -------- | ------------ | --------- | --------- | ------- |
| 24. Juni 2001 | England  | Australien   | 0–2 [2]   | 0–3 [3]   | Artikel |
| 12. Juli 2001 | Irland   | Australien   |           | 0–3 [3]   | Artikel |

### Internationale Turniere (Frauen)
| Beginn          | Turnier                                    | Land    |
| --------------- | ------------------------------------------ | ------- |
| 10. August 2001 | Women’s European Cricket Championship 2001 | England |

## Nationale Meisterschaften
Aufgeführt sind die nationalen Meisterschaften der Full Member des ICC.
| Land      | First-Class                | List A                                |
| --------- | -------------------------- | ------------------------------------- |
| England   | County Championship 2001   | Cheltenham and Gloucester Trophy 2001 |
|           | Norwich Union League 2001  |                                       |
|           | Benson and Hedges Cup 2001 |                                       |
| Sri Lanka | Premier Championship 2001  |                                       |